# Parkland (Florida)
Parkland è una città degli Stati Uniti, nella Contea di Broward, in Florida.
Il 14 febbraio 2018 in questa città, alla Marjory Stoneman Douglas High School, si è verificato il massacro dell'omonimo liceo, conclusosi con 17 morti e varie decine di feriti, in una delle stragi scolastiche più terribili della storia degli Stati Uniti.

## Società

### Evoluzione demografica
Secondo il censimento del 2000, vi erano 13.835 persone, 4.349 abitazioni e 3.805 famiglie residenti in città. Nel 2000 i parlanti inglese come lingua madre ammontavano all'82,79% dei residenti, mentre lo spagnolo era all'11,48%, l'italiano al 2,03% e il tedesco all'1,2% della popolazione. Sempre nel 2000 Parkland aveva la 127° più alta percentuale di residenti cubani negli Stati Uniti, l'1,69% della popolazione della città (insieme a Fort Lauderdale e Dania Beach).